# 伊予七福神
伊予七福神（いよしちふくじん）とは、愛媛県中予地方の7箇所の社寺から構成される七福神まいりの霊場。

## 伊予七福神の一覧
| 社寺             | 神       | 宗派         | 所在地                   |
| ---------------- | -------- | ------------ | ------------------------ |
| 伊豫稲荷神社     | 恵比寿神 | 神道         | 愛媛県伊予市稲荷1231     |
| 出雲大社松山分祠 | 大黒天   | 出雲大社教   | 愛媛県松山市本町3-5-5    |
| 文殊院           | 毘沙門天 | 真言宗醍醐派 | 愛媛県松山市恵原町308    |
| 長楽寺           | 弁財天   | 真言宗       | 愛媛県松山市西垣生町1250 |
| 浄土寺           | 福禄寿   | 真言宗豊山派 | 愛媛県東温市下林甲1671   |
| 厳島神社         | 寿老神   | 神道         | 愛媛県松山市神田町1-7    |
| 昌福寺           | 布袋尊   | 曹洞宗       | 愛媛県松山市井門町623    |

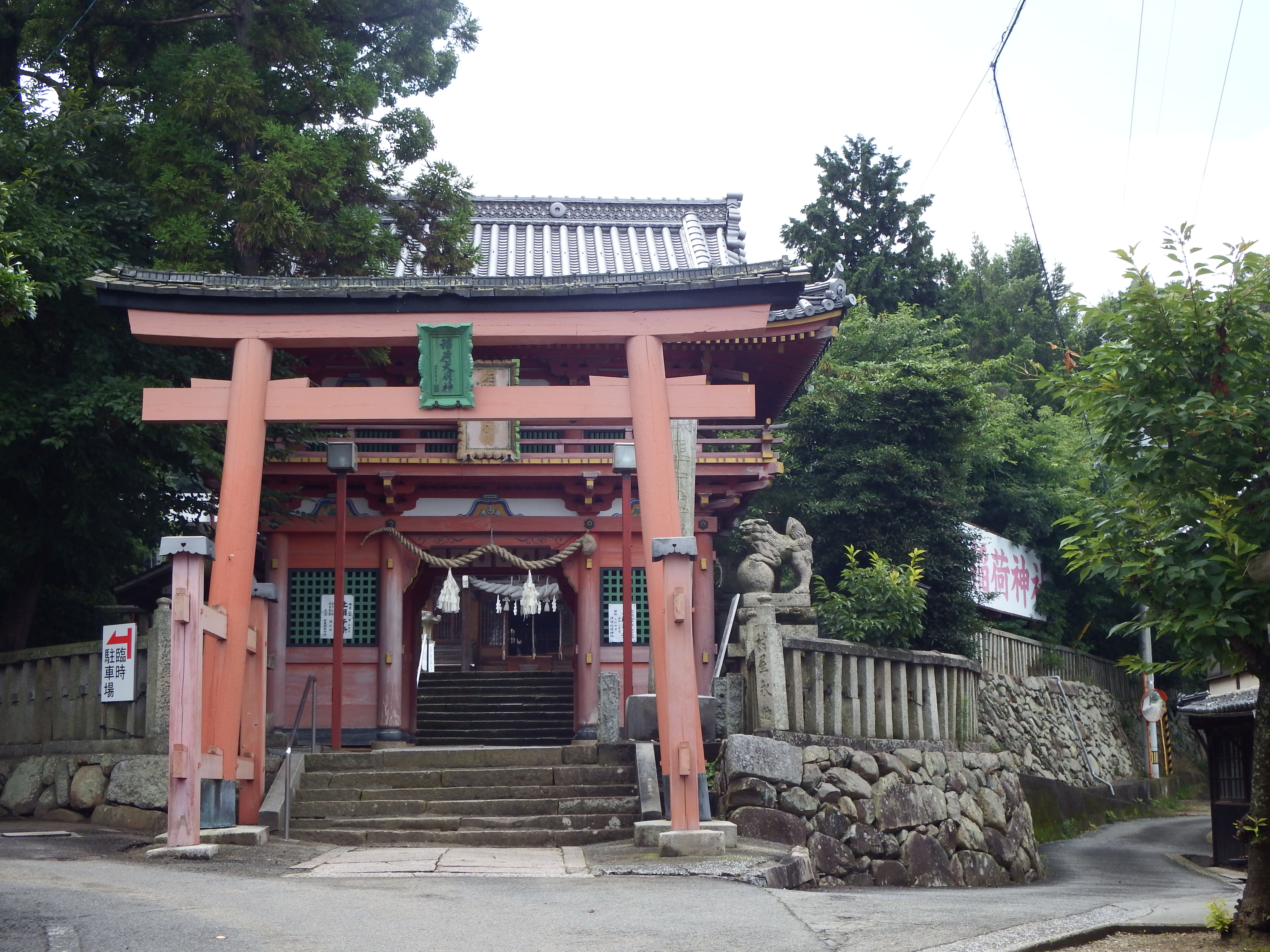
伊豫稲荷神社
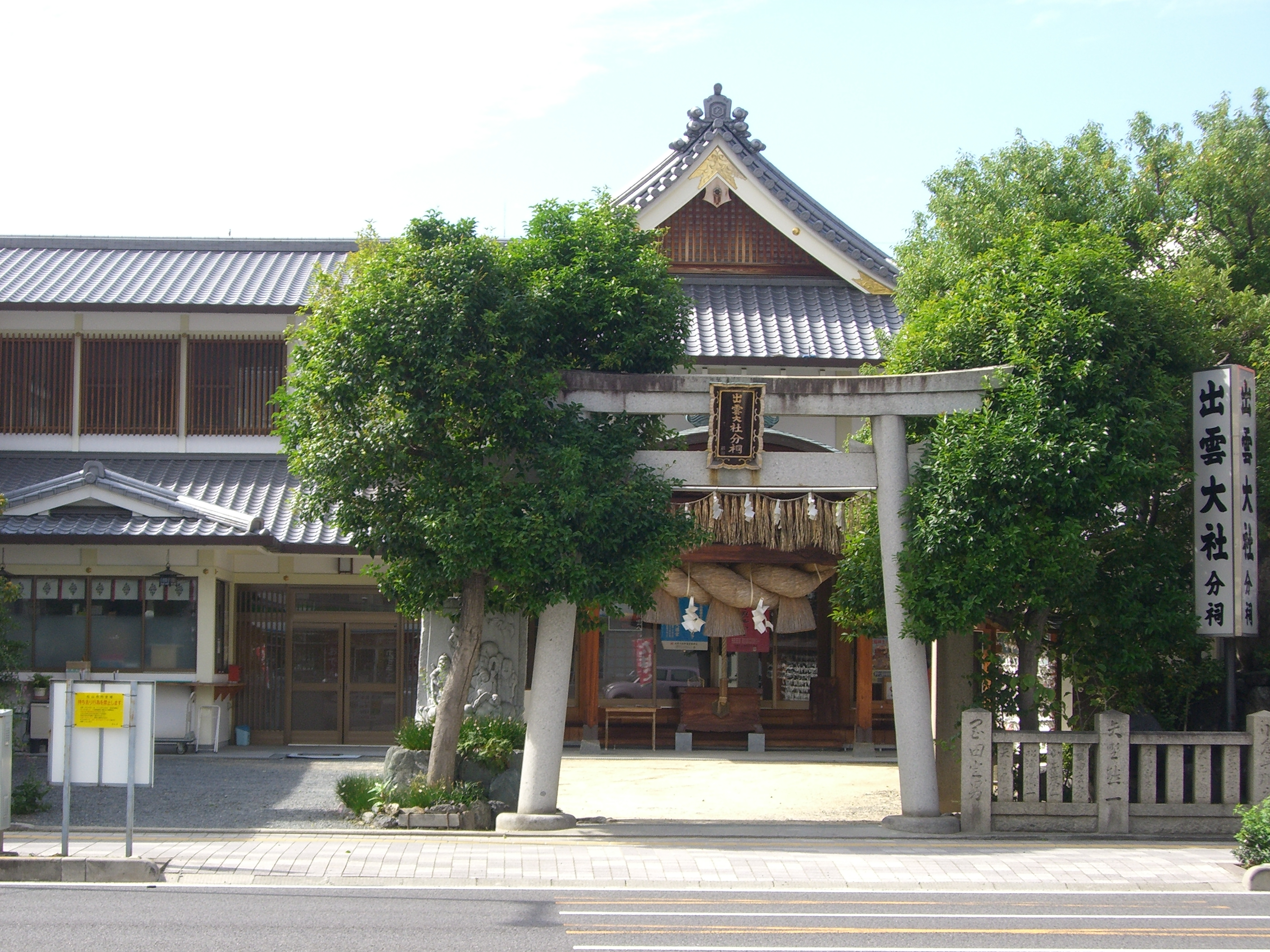
出雲大社松山分祠
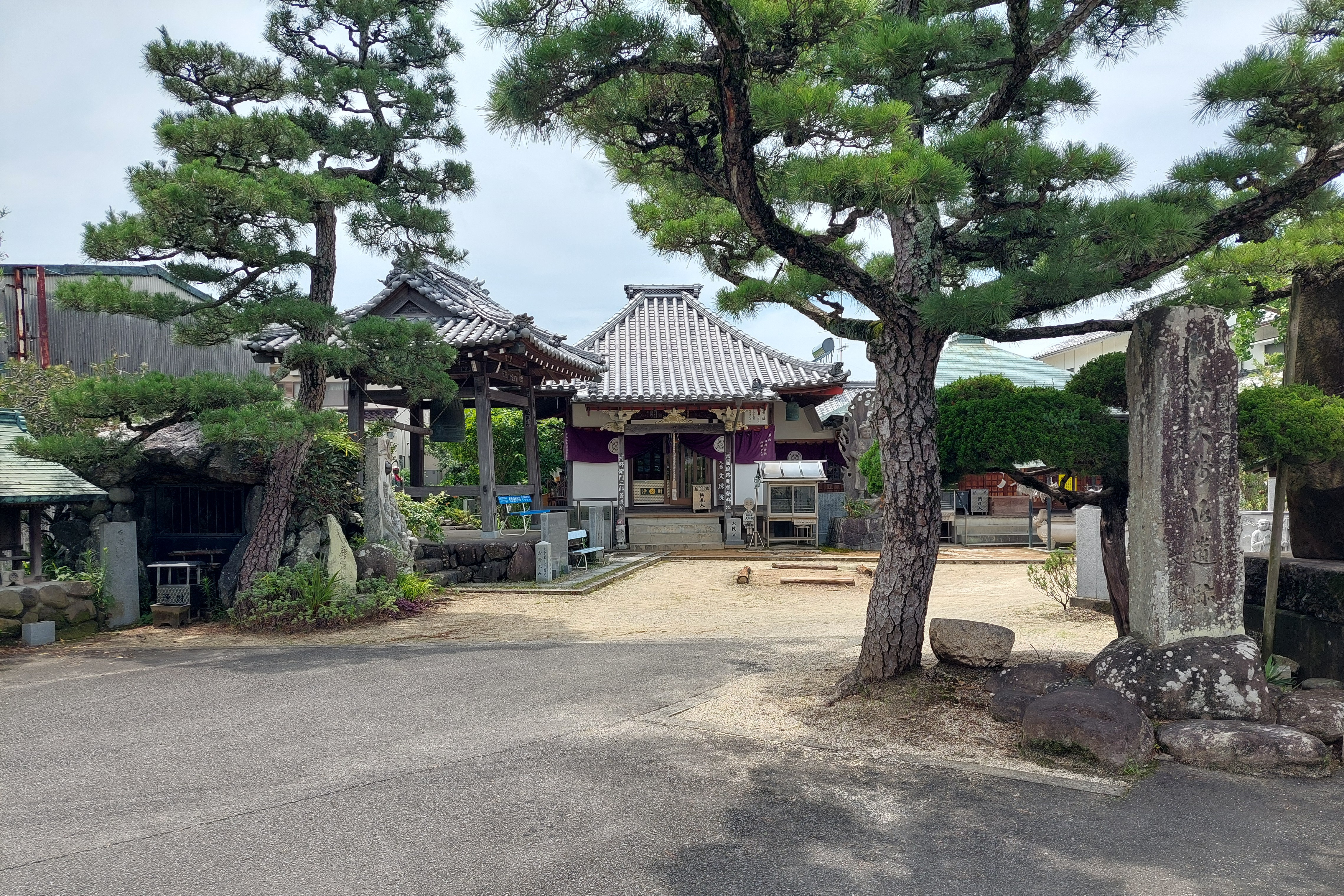
文殊院
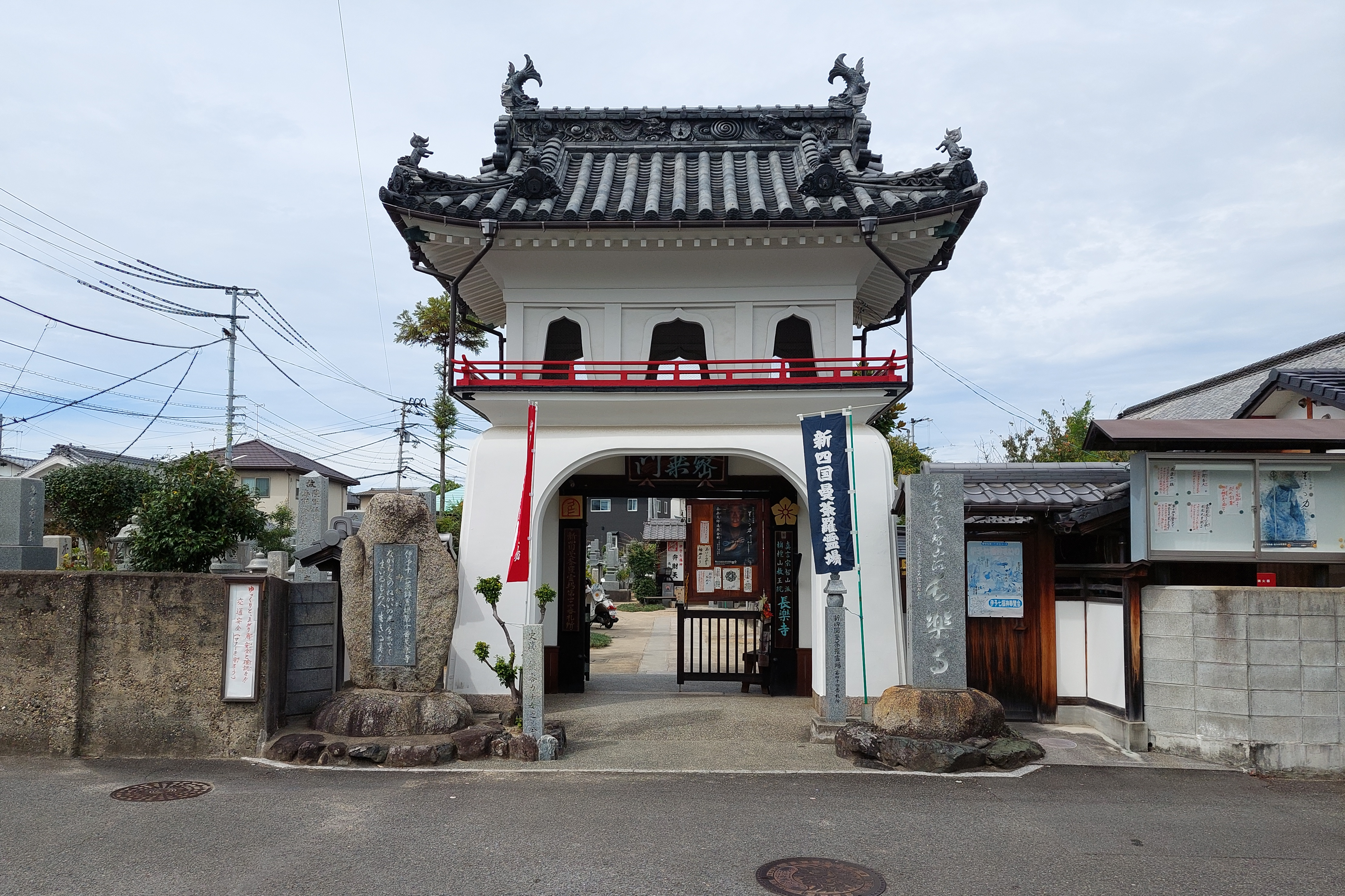
長楽寺
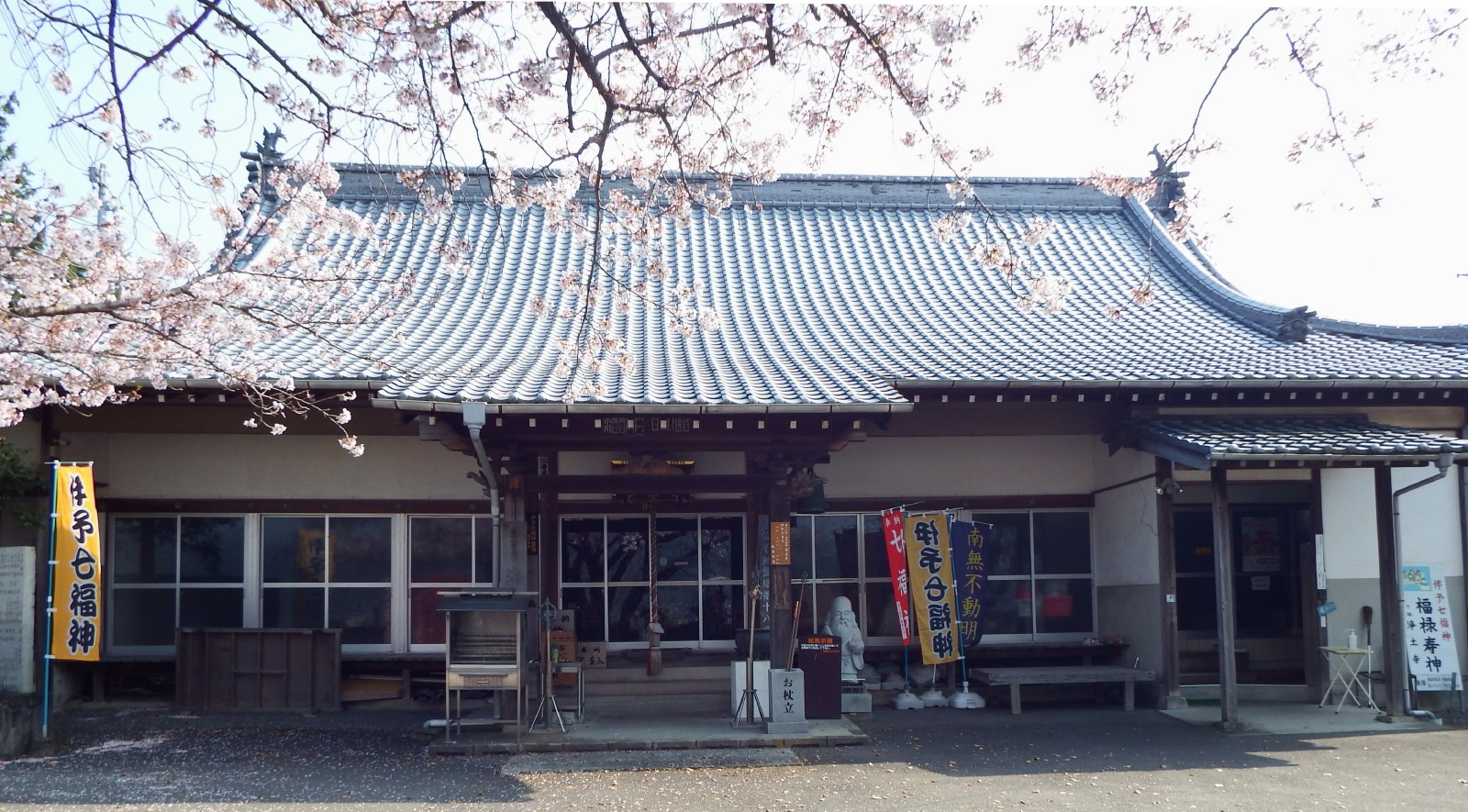
浄土寺
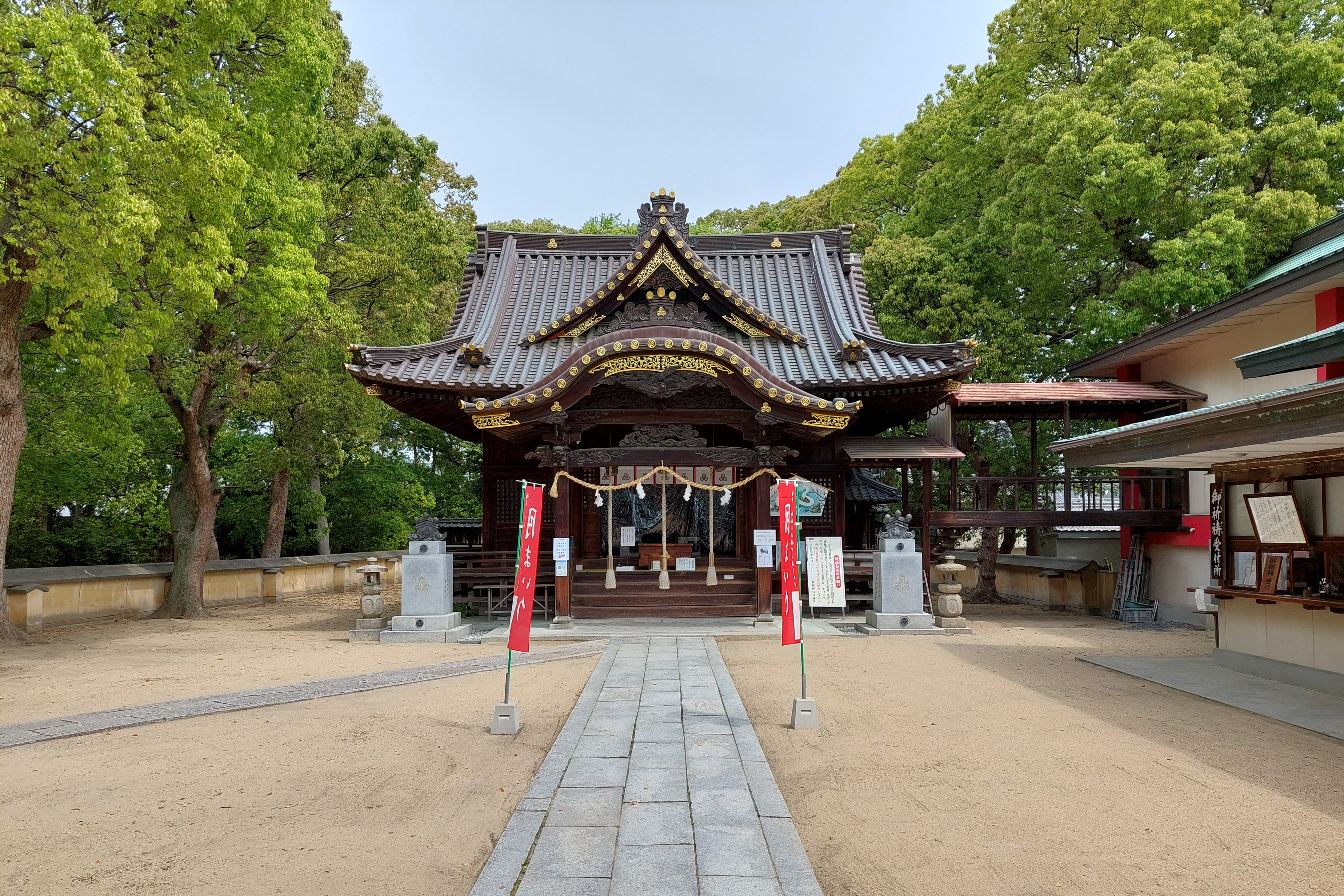
厳島神社
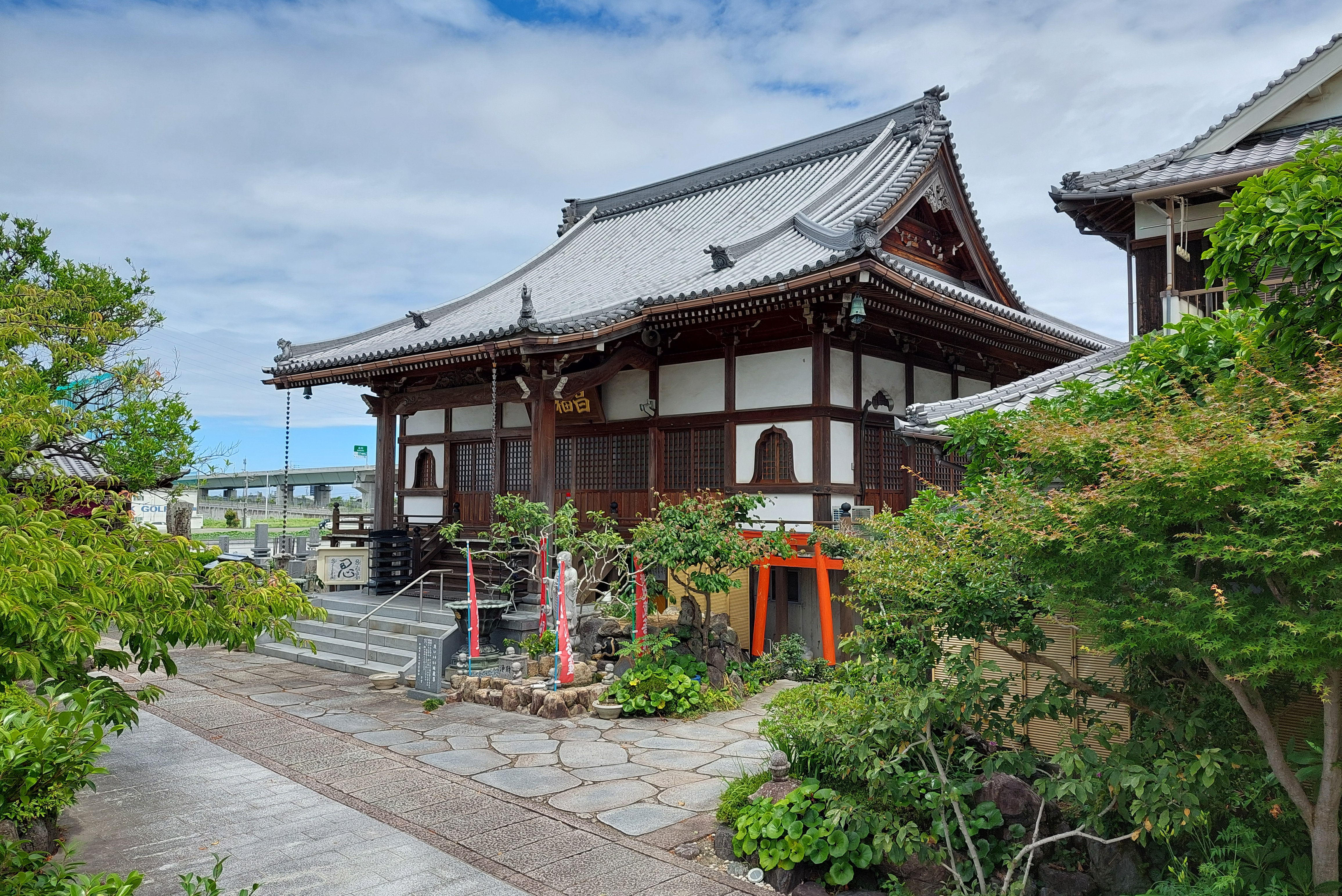
昌福寺

## その他
ポスターには、伊予七福神奉賛会として、事務局を厳島神社に置き、後援として、愛媛新聞社、南海放送、あいテレビ、テレビ愛媛とあり、パンフレット集印用台紙は、各霊場にて配布とある。